# Revista Científica del Ministerio de Fomento
Revista Científica del Ministerio de Fomento fue una revista española que se publicó semanalmente entre el 3 de julio de 1862 y el 1 de julio de 1865, formando seis volúmenes. En ella se publicaban artículos científicos y memorias de los campos comprendidos por este ministerio: agricultura, minas, ferrocarriles, etc. Incluso aparecían las listas de obras dramáticas examinadas por la censura de teatros. Se publicaba como una revista independiente, aunque asociada al Boletín Oficial del Ministerio de Fomento, que contenía la parte legislativa. 
En el primer número se incluyen, entre otros artículos, una noticia sobre la Exposición Universal de Londres y una traducción de un informe sobre el cultivo del algodón en Nueva Orleans, que incluye una «photo-litografía». Generalmente los artículos estaban divididos en varias partes, distribuidas en distintos números. Dado el peso de la minería en la economía española de la época, varios de los artículos más extensos tratan de temas mineros. Es especialmente importante, en el tomo 1, el artículo de Lucas Aldana sobre los depósitos carboníferos turolenses de Utrillas y Gargallo, que incluye dos grandes láminas desplegables, una en color. El índice de los seis volúmenes publicados fue recogido por Maffei y Rúa en 1872.